# Kudremukh
Kudremukh è una città dell'India di 8.095 abitanti, situata nel distretto di Chickmagalur, nello stato federato del Karnataka. In base al numero di abitanti la città rientra nella classe V (da 5.000 a 9.999 persone).

## Geografia fisica
La città è situata a 13° 12' 38 N e 75° 14' 44 E.

## Società

### Evoluzione demografica
Al censimento del 2001 la popolazione di Kudremukh assommava a 8.095 persone, delle quali 4.349 maschi e 3.746 femmine. I bambini di età inferiore o uguale ai sei anni assommavano a 880, dei quali 458 maschi e 422 femmine. Infine, coloro che erano in grado di saper almeno leggere e scrivere erano 6.501, dei quali 3.621 maschi e 2.880 femmine.